# Celia Lovsky
Celia Lovsky, geboren und bis 1935 auch aktiv als Cäcilie Lvovsky, (* 21. Februar 1897 in Wien, Österreich-Ungarn; † 12. Oktober 1979 in Los Angeles, Kalifornien) war eine österreichisch-US-amerikanische Schauspielerin.

## Leben
Sie wurde als Cäcilie Lvovsky in Wien als Tochter von Bratislav Lvovsky (1857–1910), einem bedeutenden tschechischen Komponisten, geboren. Ihr Geburtstag wird von einigen Quellen mit dem 12. Februar, von anderen mit 21. Februar angegeben.
Sie studierte Theater an der österreichischen Königlichen Kunst- und Musik-Akademie. Lovsky hatte eine Gesangs-, Tanz- und Schauspielausbildung erhalten und begann ihre künstlerische Laufbahn 1916 am Wiener Hofoperntheater. Erst 1922 konnte sie ihr nächstes Festengagement erhalten, diesmal an der Neuen Wiener Bühne. Später sah man die Schauspielerin auch am Frankfurter Schauspielhaus und Berliner Bühnen. Sie zog später nach Berlin, wo sie ihren späteren Ehemann Peter Lorre kennenlernte. Das Paar reiste nach Paris, London und in die USA.  1933 verließ sie mit ihrem Mann Deutschland und floh über Österreich und Großbritannien in die USA. 
Celia Lovsky und Peter Lorre ließen sich 1945 scheiden. Im Anschluss an die Scheidung setzte sie unter dem leicht veränderten Namen Celia Lovsky ihre in Berlin zu Beginn der Tonfilm-Ära gestartete Arbeit fort. Sie blieb dabei in der Regel aber auf Nebenrollen kleiner bis mittelgroßer Natur beschränkt. Ihre vielleicht berühmteste Rolle ist vermutlich die der T’Pau in der Raumschiff Enterprise-Episode Amok Time. Sie ist eine der wenigen Star-Trek-Darsteller, die im 19. Jahrhundert geboren wurden. Zu ihren Filmrollen zählten unter anderem Angela Raubal in der Filmbiografie Hitler (1962) und die „Exchange-Leaderin“ im Science-Fiction-Film … Jahr 2022 … die überleben wollen (1973).
Insgesamt umfasst ihr filmisches Schaffen mehr als 130 Film- und Fernsehproduktionemn. Zuletzt fand die Künstlerin die eine oder andere Aufgabe in Fernsehproduktionen. Ihre letzte Rolle war 1974 in der Serie Die Straßen von San Francisco. Sie starb 1979 im Alter von 82 Jahren in Los Angeles.

## Filmografie (Auswahl)
- 1930: Zweimal Hochzeit
- 1930: Der Hampelmann
- 1934: Der Mann, der zuviel wußte (The Man Who Knew Too Much)
- 1947: Eine Welt zu Füßen (The Foxes of Harrow)
- 1948: Brief einer Unbekannten (Letter from an Unknown Woman)
- 1948: Die Schlangengrube (The Snake Pit)
- 1949: Todesfalle von Chikago (Chicago Deadline)
- 1949: Captain Carey, U.S.A. (Captain Carey)
- 1950: Zwischen zwei Frauen (Bright Leaf)
- 1951: Der Mordprozeß O’Hara (The People Against O’Hara)
- 1952: Mein Herz singt nur für Dich (Because You’re Mine)
- 1953: War es die große Liebe? (The Story of Three Loves)
- 1953: Gardenia – Eine Frau will vergessen (The Blue Gardenia)
- 1953: Heißes Eisen (The Big Heat)
- 1954: Symphonie des Herzens (Rhapsody)
- 1954: Beeil dich zu leben (Make Haste to Live)
- 1954: Drei Münzen im Brunnen (Three Coins in the Fountain)
- 1954: Die wunderbare Macht (Magnificent Obsession)
- 1954: Damals in Paris (The Last Time I Saw Paris)
- 1955: Pantherkatze (New York Confidential)
- 1955: Die Intrige der Lily Scarlett (Duel on the Mississippi)
- 1955: Des Teufels rechte Hand (Texas Lady)
- 1956: Die Bestie (While the City Sleeps)
- 1956: Das schwache Geschlecht (The Opposite Sex)
- 1956: König der Hochstapler (Death of a Scoundrel)
- 1956: Der Dschungel von Manhattan (Rumble on the Docks)
- 1957: Fluch der Gewalt (Trooper Hook)
- 1957: Der Mann mit den 1000 Gesichtern (Man of a Thousand Faces)
- 1958: Hart am Wind (Twilight for the Gods)
- 1958: Jakobowsky und der Oberst (Me and the Colonel)
- 1959–1963: Alfred Hitchcock präsentiert (Alfred Hitchcock Presents, Fernsehserie, 3 Folgen)
- 1959: 77 Sunset Strip (Fernsehserie, Folge 1x27)
- 1959: Jazz-Ekstase (The Gene Krupa Story)
- 1960: Bonanza (Fernsehserie)
- 1960: Der Texaner (The Texan, Fernsehserie)
- 1960: Die Unbestechlichen (The Untouchables, Fernsehserie)
- 1962: Hitler
- 1963: Das große Abenteuer (The Great Adventure, Fernsehserie)
- 1964: Twilight Zone (The Twilight Zone, Fernsehserie)
- 1964: 36 Stunden (36 Hours)
- 1965: Die größte Geschichte aller Zeiten (The Greatest Story Ever Told)
- 1965: Harlow
- 1966: Der Flug des Schreckens (The Doomsday Flight, Fernsehfilm)
- 1966: Big Valley (The Big Valley, Fernsehserie)
- 1966–1968: FBI (The F.B.I., Fernsehserie)
- 1967: Chicago-Massaker (The St. Valentine’s Day Massacre)
- 1967: Raumschiff Enterprise (Star Trek, Fernsehserie)
- 1968: Die sechs Verdächtigen (The Power)
- 1970: Ihr Auftritt, Al Mundy (It Takes a Thief, Fernsehserie)
- 1970: Airport
- 1970–1974: Dr. med. Marcus Welby (Marcus Welby, M.D., Fernsehserie)
- 1973: Owen Marshall – Strafverteidiger (Owen Marshall: Counselor at Law, Fernsehserie)
- 1973: Die Waltons (The Waltons, Fernsehserie)
- 1973: … Jahr 2022 … die überleben wollen (Soylent Green)
- 1974: Notruf California (Emergency!, Fernsehserie)
- 1974: Die Straßen von San Francisco (The Streets of San Francisco, Fernsehserie)